# Certamen poeticum Hoeufftianum
Das Certamen poeticum Hoeufftianum (auch Certamen Hoeufftianum) war der zu seiner Zeit bedeutendste Literaturpreis für neulateinische Dichtung, der durch ein Legat des niederländischen Juristen und neulateinischen Dichters Jacob Hendrik Hoeufft († 1843) gestiftet und in den Jahren 1844–1978 einmal pro Jahr von einer Jury der Niederländischen Akademie der Wissenschaften vergeben wurde. 
Die Beiträge waren von den Teilnehmern anonym, nur mit einem Motto gekennzeichnet, einzusenden. Die Preisrichter (iudicatores) der Akademie wählten daraus einen ersten Preisträger und weitere, besonderen Lobes (magnae laudis) würdige Beiträge aus. Der Preis für den Gewinner bestand aus einer 250 Gramm schweren Gedenk-Medaille in Gold und der Veröffentlichung seines Werks auf Kosten der Akademie. Die mit Lob ausgezeichneten Werke wurden ebenfalls veröffentlicht, sofern ihre Verfasser zustimmten und sich zu ihrem Werk namentlich bekennen wollten.
Erfolgreichster deutscher Teilnehmer war Hermann Weller, der insgesamt dreiundzwanzigmal teilnahm, hierbei dreizehnmal den ersten Preis gewann und in allen übrigen Fällen zu den mit magna laus Geehrten gehörte. Bedeutendster italienischer Teilnehmer war der vor allem für seine italienischen Dichtungen bekannte Autor Giovanni Pascoli, der ebenfalls dreizehnmal mit dem ersten Preis und fünfzehnmal mit der magna laus bedacht wurde, sich bei letzteren aber in neun Fällen nicht zu seinen Einsendungen bekennen mochte, so dass diese unveröffentlicht blieben.